# Sirbis
Sirbis ist, inklusive Zedlitz selbst, einer der vier Ortsteile der Gemeinde Zedlitz im Freistaat Thüringen.

## Lage
Das Dorf liegt etwa eineinhalb Kilometer östlich von Zedlitz und nur einige hundert Meter nördlich von der Nachbargemeinde Crimla.

## Geschichte
In der Nähe von Sirbis wurde ein Hügelgrab aus der Bronzezeit freigelegt, was auf eine sehr frühe Besiedelung der Gegend schließen lässt. 
Die erste schriftliche Erwähnung stammt aus dem Jahr 1287. Bereits vor dieser Zeit entstand die Dorfkirche. Sirbis soll nach Überlieferung vom sorbischen Namen Serovic oder Serovid abgeleitet sein. Anzunehmen ist auch, dass er sich schlicht von der Eigenbezeichnung der Sorben ableitet. Weitere Namen, die schriftlich festgehalten sind, sind Serewiz, Sirwis, Syrbis, Syrewisen und Syrwis. Schriftlich erwähnt wird zudem, dass 1722 Bier im Ort gebraut wurde und dass 1899 der erste Sparkassenverein begründet wurde. 1933 waren es 84 Einwohner, 1939 79. Eingemeindet wurde Sirbis am 1. Juli 1950.

## Persönlichkeiten
- Franz Reuther (1881–1957), Politiker (SPD)